# Bastard
Bastard, även oäkting, föråldrat uttryck för ett i olaglig sammanlevnad avlat barn, stundom om ett barn, vars moder var av lägre stånd än fadern. Under den tidigare medeltiden innebar icke namnet bastard något vanärande. Vilhelm Erövraren och Jean de Dunois, "bastarden av Orleans", gav sig offentligt detta namn. 
Hos frankerna delade bastarderna till och med arv med de lagliga avkomlingarna. Den senare medeltidens lagar däremot var mycket stränga mot bastarderna. Dessa var, åtminstone i Frankrike och Tyskland, kungens livegne, fick icke ärva ens modern, ägde ej rättighet att testamentariskt förordna över sina ägodelar, vilka tillföll landsherren, och var uteslutna från alla ämbeten och borgerliga yrken. I
Frankrike gjordes dock undantag för adliga bastarder. De fick ärva en del av förmögenheten, även om lagliga barn fanns, och ägde rätt att begagna faderns vapen, blott med tillsats av en stjärna eller en snedbjelke, till beteckning av den oäkta börden. Furstliga bastarder fick vanligen någon hög adlig titel. En del av fullblodsadeln i England och Frankrike leder sitt ursprung från sådana ättefäder. Engelska namn, sammansatta med Fitz, betecknar enligt Nordisk familjebok alltid dylikt ursprung, men då fitz (fr. fils, son) allmänt använts som patronym och i vissa andra delar av Britannien ofta bibehållits som släktnamn, skall tolkningen inte göras oförsiktigt.
Bastard har också använts som ett allmänt nedsättande uttryck relaterat till människor med föräldrar från olika samhällsklasser eller folkgrupper. Bastard används även numera normalt som beteckning för avkommor från djur av olika raser, till exempel olika hundraser.